# Musée des Beaux-Arts de Beaune
Pour les articles homonymes, voir Musée des beaux-arts et MBAB.
Le musée des Beaux-Arts de Beaune (« MBAB ») est un musée situé à Beaune, à la Porte Marie-de-Bourgogne, 6 Bd Perpreuil et 19 rue Poterne.

## Historique
L'histoire de ce musée commence par la bibliothèque municipale, installée dans les locaux de l'Hôtel de Ville et la passion de son conservateur Jules Pautet pour l'Histoire.
Beaucoup d'habitants font des dons liés à l'histoire de la ville.
Entre 1800 et 1850 entrent, dans les collections, la maquette du monument de Monge, donnée par Rude lui-même.À cette époque existait un muséum d'histoire naturelle qui n'existe plus aujourd'hui, mais auquel on associa le musée naissant des Beaux-Arts.
En 1871, le musée est déplacé dans l'aile sud du bâtiment ; il y resta jusqu'en 2001. C'est Hippolyte Michaud qui fait réaliser l'aménagement de la grande salle des Beaux-Arts.
En 1932, Émile Goussery, fait aménager la salle  Félix Jules Naigeon  au premier étage de l'hôtel de ville.
Pendant la guerre les œuvres sont « recueillies » à Châteauneuf, la mairie servant de stock d'armes et de charbon. En 1944 le nouveau conservateur, René André, qui est un professionnel, va faire procéder au réaménagement complet du musée en 1946. Trois sections sont créés : beaux-arts, archéologie et histoire de la ville. Lors des travaux il va découvrir sous du plâtre, un plafond peint du XIXe siècle.
La création en 1955 du Musée Marey au premier étage de l'hôtel de ville va empiéter sur le reste des collections. Plusieurs projets n'aboutissent pas. Il faut attendre 2001/2002 pour voir l'installation des deux musées dans les locaux de la Porte Marie de Bourgogne.

## Les collections

### Collection égyptienne
Bel ensemble de oushebtis et de divinités en bronze

### Archéologie
Vases grecques antiques
- Stamnos, groupe de Funnel, entre le IIIe et le  IVe siècle av. J.-C.
- Coupe à corbure continue, groupe de Sokra, IVe siècle av. J.-C.
- Skyphos, groupe de Toronto 495, 2e moitié du IVe siècle av. J.-C.
- Belle collection de céramiques, faïences, et porcelaine des XVIIIe au XIXe siècle

### Peintures et sculptures duXIIeauXVIIIesiècle
Salles médiévales présentant les sculpteurs bourguignons.
- Jean Martial Frédou (1710-1795) : Portrait de Louis XV

### Peinture et sculptures françaises duXIXesiècleauXXesiècle

#### Peintures
Parmi les peintres exposés :
- la première commande de la Ville de Beaune pour son futur musée : le portrait d'apparat de Gaspard Monge (1746-1818), peint par Jean Naigeon (1757-1832)
- Laurent Adenot (1848-1929) : Les Clefs de la cave, Méditerranée,
- Alexandra Allard don de 104 œuvres
- Jules André (1807-1869) : Paysage,
- René André : Beaune vue de la montagne,
- Charles Antoine : Portrait de l'abbé de Rothelin,
- German Becerra : don d'une toile
- Marie-Guillemine Benoist, née de Laville-Leroux (1768-1826) : Portrait de Madame Grassini (attribué).
- Émile Bernard (1868-1941) : Portrait d'Alessandro Levis
- Jean Victor Bertin (1767-1842) : Étude de paysage
- Armand Berton (1854-1924) : Femme sur une terrasse,
- Léon-Joseph Billotte (1815-1886) : Aquafortiste aiguisant sa pointe
- Louis Léopold Boilly (1761-1845) : Portrait de femme  (attribué)
- Émile Boivin (1846-1920) : Marché arabe
- Jean-Louis Bonnet (1754-1840) : Chrysanthèmes, Pêches et raisins,
- Ernest Lucien Bonnotte (1873-1954) : Les Mendiants
- Jean-Baptiste Louis Boulangé (1812-1878) : Sous-bois dans la forêt de Fontainebleau (les animaux sont de Giuseppe Palizzi)
- Léon-Pierre-Urbain Bourgeois (1842-1911) : Portrait de sa fille Jeanne
- Charles Marie Bouton (1781-1853) : Devant la prison
- Claude Jules Boyer  Autoportrait d'après Hippolyte Michaud

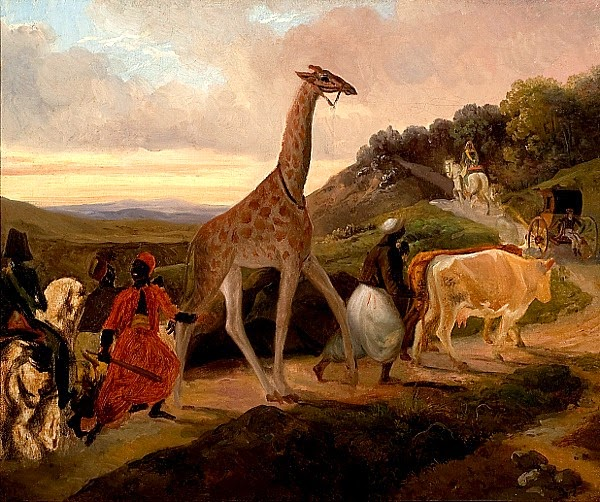
Le Passage de la girafe près d'Arnay-le-Duc, par Jacques Raymond Brascassat

- Jacques Raymond Brascassat (1804-1867) : Le Passage de la girafe près d'Arnay-le-Duc
- Philippe Budelot (1770-1841) paysage,
- Jean-François Demay (1798-1850), personnages, titre : Paysage
- Charles Cesbron,  Intérieur de cloître
- Jean-Jean Cornu (1819-1876) : Environs de Blaizy-Bas
- Jean-Baptiste Camille Corot (1796-1875) :  La Cueillette
- Louis Courtin (1839-?) : Vue de la porte du Croux à Nevers
- Édouard Darviot (1859-1921) : 
  - Le Coin d'atelier du peintre Hannoteau,
  - Intérieur arabe, Les Comptes,
  - Portrait d'un aveugle,
  - Portrait de A. Changarnier,
  - Portrait de Félix Ziem,
  - Portrait de Madame Rocher-Franon ;
- Bessie Davidson (1879-1965) : Nature morte
- Philibert-Louis Debucourt (1755-1832) : Scène champêtre
- François-Alfred Delobbe 1835-1920) : Soir d'été
- Pierre Claude François Delorme (1783-1859) : Étude de tête : allégorie de la Justice
- Jules Denneulin (1833-1904) : Paysage au ciel d'orage
- Achille Deveria (1800-1857) : Odalisque
- Charles Devevey : La Grande Rivière
- Dissoubroy : Le Château de cartes  d'après Jean Siméon Chardin
- Léon Dolbeau : Armand Gouffe de Beauregard
- Charles Donzel (1824-1889) : 
  - Paysage, bord de rivière,
  - Paysage, vache à l'abreuvoir ;
- Augustin Dussauge (1802-1870) : 
  - Groupe de gibier en forêt de Fontainebleau,
  - L'Appel aux armes ;
- Julien Duvocelle (1873-1961) : Autoportrait
- Lucien Édouard : La Poterne de l'ancien palais de justice de Beaune,
- François Flameng (1856-1923) : 
  - Barberousse regardant la momie de Charlemagne,
  - Portrait de Mgr B... évêque de C... ;
- Nicolas Henri Forget (1844-1882) : 
  - Le Pont du Genet à Beaune,
  - Nature morte aux oignons[1]
- Édouard Fraisse (1880-1945) : Tonnelier -
- Prosper Galerne (1836-1922) : Marine à Saint-Martin dans la Manche
- Louis Galliac (1849-1930) : Portrait de monsieur Edme Piot
- Adolphe Gaussen (1871-1957) : L'Atelier de Ziem aux Martigues[2] ; Les Pins maritimes[3]
- Jean Luce : don de 34 peintures et dessins

- Hippolyte Michaud (1823-1886) :
  -  Le corps meurt, mais l'esprit reste,
  - La Mansarde,

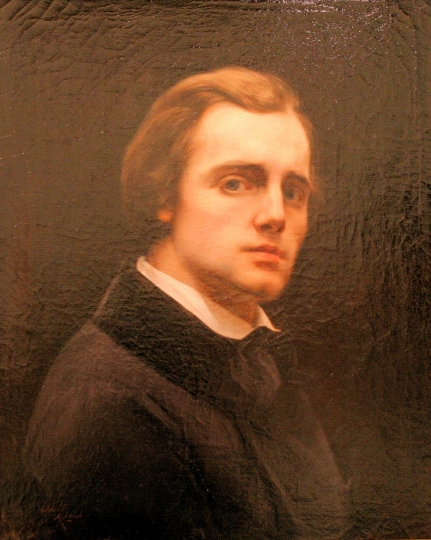
Autoportrait de Hippolyte Michaud.

  - Autoportrait de trois-quarts droite,
  - Ecce homo,  Deus Jacet,
  - Femme au ruban bleu,
  - Le Bal masqué, Un rêve,
  - Tête d'enfant,
  - Portrait du comte Jean-Michel Esdouhard,
  - Portrait de monsieur Charles Cloutier-Martin,
  - Portrait de Louis Verry, Autoportrait,
  - Portrait de femme  (Michaud Marguerite Thérèse ?),
  -  Portrait de collégien M. Édouard Renard,
  - Portrait d'un enfant au chien,
  - Portrait d'homme chauve,
  - Les Trois Parques,
  - Les Sept Péchés capitaux,
  - Le Vieux Bourguignon (en dépôt à la sous-préfecture),
  -  Le Baiser de l'enfant ;
- Charles Maldant (1836-1915 ) : La Porte ronde à Savigny-les-Beaune,
- Édouard Paupion (1854-1912) : Grand-Mère,
- Charles Ronot : 
  - Georges Chastelain écrivant ses chroniques,
  - La Noce bourguignonne (Charles Ronot fut directeur de l'École des beaux-arts de Dijon).

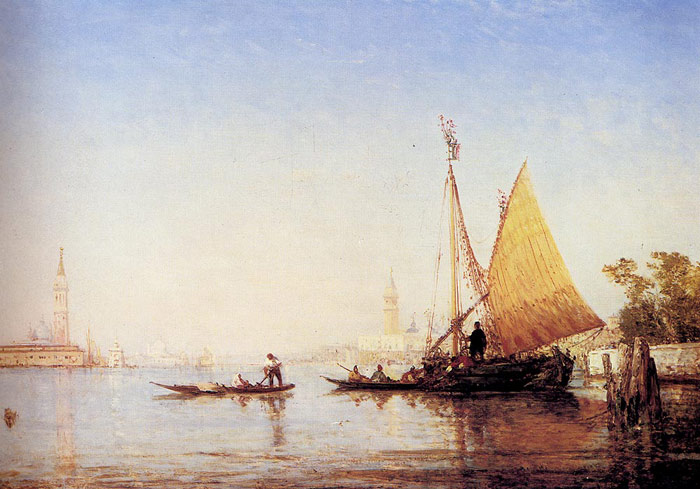
Le Grand Canal.

- Félix Ziem (1821-1911), (né à Beaune), quelques œuvres parmi les 35 conservées au musée :
  - Après l'orage, peinture à l'huile sur noyer, 40 × 54,5 cm
  - Colonne Saint-Georges à Venise, huile sur noyer, 55 × 35 cm
  - Constantinople, huile sur acajou, 72,7 × 92 cm
  - Le Campanile,
  - Le Môle, huile sur toile, 80 × 55 cm
  - Le Reposoir (1870), huile sur bois, 50,2 × 83 cm, don de sa veuve au musée
  - Le Grand Canal, huile sur toile, 138 × 191 cm
  - Fête à Venise (1880), huile sur toile, 73,5 × 105,5 cm
  - Voile bleue (1911), huile sur toile, 61 × 80 cm
  - Effet de vitesse dans une carriole (1844), plume
  -  Lagune dans la méditerranée, don de l'artiste en 1883.

#### Sculptures
- Pierre-Paul Prud'hon : buste de la baronne de Joursanvault,
- François Jouffroy, buste de Gaspard Monge,
- Auguste Préault : Ondine (a passé un siècle dans les jardins du Parc de La Bouzaine à Beaune).
- Claude Ramey (1754-1838) :

### Peintures italiennes duXVIeauXIXesiècle
- La Bénédiction de Jacob, œuvre que l'on croyait signée Carlo Maratta (1625-1713), et qui est en fait attribuée à Girolamo Troppa (1637-1710).
- Chanteurs grotesques, à la manière d'Annibale Carracci (1560-1609).

### Peintures flamandes, hollandaises, allemandes, et suisses duXVIesiècleauXIXesiècle
Parmi celles-ci :
- Les Quatre Éléments  de l'atelier de Jan Brueghel de Velours (1568-1625)
- Lucrèce se donnant la mort, peinture anonyme de l'école flamande
- Scène de guerre  de Joost Cornelisz Droochsloot (1586-1666), peintre de l'Âge d'or de la peinture néerlandaise
- Sainte Élisabeth de Hongrie soignant les malades  de Hiéronymus II Francken (1578-1623).
- Jeune Savoyard attachant sa chaussure  de Johann Michael Baader (1736-1792)
- Groupe de chênes à Fontainebleau  de Alexandre Bluhm (Dantzig 1820-?)
- Soleil couchant  de Gustave Castan (1823-1892), peintre suisse
- Paysage animé  de Dirk II Dalens (1659-1688), peintre hollandais

## Directeurs et conservateurs
- 1864 ca - 1886 - Hippolyte Michaud, conservateur
- 1932 - Émile Goussery
- 1944 - René André, premier conservateur professionnel, réaménage le musée en 1946
- 2006 - Marion Leba, conservatrice

## Sources
- Base Joconde